# ريبيكا آدمسون
ريبيكا آدمسون (بالإنجليزية: Rebecca Adamson)‏ هي سيدة أعمال أمريكية، ولدت في 1950 في آكرون في الولايات المتحدة.